# ФК Циганд ШЕ

ФК Циганд ШЕ (мађ. Cigánd Sport Egyesület), је мађарски фудбалски клуб. Седиште клуба је у Циганду, Боршод-Абауј-Земплен, Мађарска. Боје клуба су жута и зелена. Такмичи се у НБ III. Своје домаће утакмице играју на Спортском центру Циганд.
Клуб је основан 1998. године у жуто-зеленим бојама. Највећи успеси до сада су то што је освојио Спорт ТВ куп 2008. године и што је 14. маја 2016. године победивши ФК Тисаујварош са скором од 3 : 1 (1 : 0) пласирао se у сезонi 2016/2017 НБ II. Пре тога, 27. априла 2016. године, Комисија за лиценцирање првог нивоа |МЛС доделила је националну другоразредну лиценцу тиму Циганд за шампионску сезону 2016/2017. Први пут у историји фудбалског тима стигао је до НБ II. На крају друголигашке сезоне 2017-2018, клуб је елиминисан из друге лиге.
Дана 23. септембра 2018. године био је први фудбалски пренос утакмице уживо у историји града Циганда, захваљујући М4 Спорту. Ова ТВ станица је преносила уживо утакмуце 6. кола мађарског купа геде су играли Циганд ШЕ - МОЛ Види ФЦ, резултат је био 0 : 2 (0 : 2).

## Достигнућа
Жупанијска лига III:
- 2003/2004: 4. позиција
- 2004/2005: победник

Жупанијска лига II:
- 2005/2006: 4. позиција
- 2006/2007: победник

Жупанијска лига I:
- 2007/2008: 6. позиција
- 2008/2009: победник

НБ III
- 2009/2010: 6. позиција
- 2010/2011: 2. место
- 2011/2012: 3. место
- 2012/2013: 4. место
- 2013/2014: 6. место
- 2014/2015: 5. место
- 2015/2016: 3. место

НБ II
- 2016/2017: 19. место

Аматерски куп
- Победник: 2008